# Gablingen
Gablingen es un municipio alemán, ubicado en el distrito de Augsburgo en la región administrativa de Suabia, en el Estado federado de Baviera. Se encuentra a unos 10 km al noroeste de Augsburgo.